# David Andréani
Pour les articles homonymes, voir Andréani.
David Andréani est un footballeur français né le 15 janvier 1976 à Toulon. Il évolue au poste d'attaquant.

## Biographie
Il est formé à St-Raphaël en National 2 avant d'intégrer le FC Nantes lors de la saison 1997-1998. Cependant, il ne parvient pas à s'imposer et est prêté à Nice, alors en deuxième division, la saison suivante.
En 1999, il rejoint Gueugnon, club avec lequel il effectue deux saisons jusqu'en 2001. En 2003, il rebondit à Toulon en CFA (4e division) qui rejoint le National (3e division) en 2005.

## Carrière[1]
- 1996-1997 :  Stade raphaëlois
- 1997-1998 :  FC Nantes (5 matchs en L1, 1 but)[2],[3]
- 1998-1999 :  OGC Nice (32 matchs en L2, 1 but)[3]
- 1999-2001 :  FC Gueugnon (30 matchs en L2, 6 buts)
- 2001-2005 :  Sporting Toulon Var (2003-2005 : 52 matchs en CFA, 9 buts - 2005-2006 : 11 matchs en National, 2 buts)
- 2006-2007 :  Stade raphaëlois[4]
- 2009-2010 :  SC Draguignan

## Palmarès
- Vainqueur de la Coupe de la Ligue en 2000 avec le FC Gueugnon